# Stealing First Base
«Stealing First Base» (рус. Кража первого поцелуя) — пятнадцатый эпизод двадцать первого сезона мультсериала «Симпсоны», премьера которого состоялась 21 марта 2010 года на телеканале FOX. Барт знакомится с Никки — ученицей из параллельного класса, а Лиза получает ценный совет от Мишель Обамы. Этот эпизод посмотрело 5.69 миллионов зрителей.

## Сюжет
В связи с отсутствием учительницы, класс Барта временно соединяют с другим четвертым классом. Так как класс переполнен, Барту приходится сесть рядом с девочкой по имени Никки. Сначала Барт не понравился Никки, но она поменяла своё мнение, когда
узнала о его способностях в рисовании. Барт хочет получить совет от Гомера, как узнать, любит ли Никки его, но он отправляет его к дедушке. Тот советует ему поцеловать её, но когда Барт её целует, она заявляет, что это было отвратительно. Родители Никки, будучи адвокатами, грозят засудить школу, если там не будет пропагандироваться «свободная от чувств обстановка». Барт поражен, как такой «невинный» поступок мог привести к таким последствиям, и становится еще более озадачен, когда Никки, спрятавшаяся в его шкафчике, целует его снова.
Тем временем Лиза становится популярной, когда получает двойку за тест, но вскоре становится опять непопулярной, когда выясняется, что эту оценку ей поставили по ошибке. Лиза оставляет запись в своем блоге, которую комментирует пользователь "Плавун1" ("Flotus1"). Лиза заинтригована, но в этот момент инспектор Чалмерс приглашает всех собраться в актовом зале, чтобы на примере сценки, в которой участвуют садовник Вилли и директор Скиннер, показать, как нельзя вести себя в школе. На следующий день во время перемены  Лиза лежит на траве в школьном дворе и мечтает, в этот момент туда прилетает президентский вертолет, из которого выходит супруга президента — Мишель Обама. Она прилетела в Спрингфилд, чтобы рассказать о важности учебы и попросить хорошо относиться к другим ученикам, которые хорошо учатся. Лиза решает, что это супруга президента оставила комментарий в её блоге, но оказывается, что это был Ральф.
Барт и Никки смотрят на это выступление с крыши начальной школы. Никки восклицает, что это было самое потрясающее событие, которое происходило в школе. Барт замечает, что это лишь до тех пор, пока все не узнают об их отношениях. Барт считает, что Никки теперь его девушка, однако она возражает, что не принадлежит ему. Барт говорит, что не понимает её (Никки) постоянно меняющегося настроения, при этом он спотыкается и падает с крыши. Барт не дышит, но в школе «политика неприкосновенности», не позволяющая оказать первую помощь. Никки, не обращая внимание на запрет, делает Барту искусственное дыхание и приводит его в чувство. После этого Барт и Никки встречаются в коридоре, но её отношение к Барту опять поменялось. Барт остается в полном непонимании женского поведения.
В этом эпизоде Нельсон подружился со слепым мальчиком и научил его смеяться над неудачами других. В конце эпизода он заставляет поверить Нельсона, что его удар сделал его снова зрячим. Когда Нельсон понимает, что он пошутил над ним, он говорит, что ученик превзошел своего учителя.

## Интересные факты
- В классе Никки показывает Барту книгу о вампирах, которая похожа на роман Новолуние из серии романов Сумерки, и называется Красная луна.
- В сцене, где Никки делает искусственное дыхание Барту, воссоздаются сцены поцелуев из многих фильмов и телесериалов. Сцены поцелуев (по порядку); Отныне и во веки веков (1953), Унесённые ветром (1939), Тихий человек (1952), Леди и Бродяга (1955), Планета обезьян (1968), На золотом озере (1981), Привидение (1990), Человек-паук (2002), Звёздный путь (2009), Красавица и чудовище (1987–1990), Враг общества (1931), ВАЛЛ-И (2008), Чужой 3 (1992), Крёстный отец 2 (1974), и Все в семье (1971–1979), эпизод, в котором в качестве приглашенной звезды снимался Сэмми Дэвис (младший). В этой последовательности, а также в заключительных титрах играет заглавная тема из кинофильма Новый кинотеатр «Парадизо» (1988), режиссёра Джузеппе Торнаторе, композитора Эннио Морриконе.[1]
- В сцене, где Гомер с Бартом сидят в кинозале в очках-анаглифах, на экране показывают мультфильм из цикла "Шоу Щекотки и Царапки", пародирующий фильм 1982 года "Койяанискаци", под названием Койянис-Царапки: смерть, выведенная из равновесия[2].

## Музыка
В сцене катания Никки и Барта на скейтах звучит композиция en:Chase (instrumental), но не оригинал, а ремикс dance 2009.
В сцене, где Никки делает искусственное дыхание Барту, звучит мелодия Ennio Morricone — Love Theme.

## Рецензии
Тодд Вандерверф из The A.V. Club раскритиковал эпизод, назвав издевательства в сюжетной линии "бессмысленными и глупыми", но похвалил ответвление сюжета, посвященное Нельсону. В то время как Джейсон Хьюз из TV Squad похвалил сюжетную линию, написав, что он аплодирует серии за освещение различных вопросов с такой интенсивностью, обращаясь к ним с юмором и состраданием". Роберт Кэннинг из IGN дал этому эпизоду 8 баллов из 10, сказав, что Никки оказалась веселым и запоминающимся персонажем. В целом он заявил, что хотя "Укравший первый поцелуй" и накормил нас некоторыми старыми идеями, но сделал это с большим количеством хороших ритмов...и некоторыми очень сильными голосами приглашенных гостей.